# Urocyon littoralis
Urocyon littoralis är ett rovdjur i familjen hunddjur (Canidae) som lever endemiskt på de kaliforniska Channel Islands.
Artepitet i det vetenskapliga namnet är latin för "vid havskusten".

## Systematik och utbredning
Artens närmaste släkting är gråräven (Urocyon cinereoargenteus) som placeras i samma släkte. Studier av djurens DNA visar tillräcklig stora skillnader mellan U. littoralis och gråräven för att klassificera dem som självständiga arter. U. littoralis lever på sex öar och de genetiska skillnaderna mellan dessa populationer är tillräckligt stora för att kategorisera dem som separata underarter.
- Urocyon littoralis littoralis på San Miguel Island,
- Urocyon littoralis santarosae på Santa Rosa Island,
- Urocyon littoralis santacruzae på Santa Cruz Island,
- Urocyon littoralis dickeyi på San Nicolas Island,
- Urocyon littoralis catalinae på Santa Catalina och,
- Urocyon littoralis clementae på San Clemente Island.

Det antas att en grupp grårävar under evolutionens lopp självständigt eller med människans hjälp flyttade till norra delen av ögruppen innan de utvecklades till den aktuella arten. Migrationen ägde troligen rum för 10 400 till 16 000 år sedan.

## Utseende och anatomi
Urocyon littoralis tillhör, bredvid präriekatträven och ökenkatträven de minsta rävarna i Nordamerika. Med en kroppslängd (utan svans) mellan 45 och 59 cm samt en genomsnittlig vikt av 1,8 (honor) till 2,0 kg (hannar) är den tydligt mindre än gråräven. Svansen är 20 till 27 cm lång. Därför är arten ett typiskt exempel på dvärgväxt på öar.
Pälsen är på ryggen, sidorna samt huvudets topp grå och på buken samt extremiteternas insida vitaktig. Mellan dessa ställen finns otydligt avgränsade orange fläckar. På varje sida av näsan förekommer svarta fläckar som efterföljas vid mungipan av vita fläckar. Svansen är likaså grå med orange skuggor med en svart strimma på ovansidan som slutar i en svart svansspets.

## Ekologi

### Habitat
Arten lever alla de habitat som förekommer på de sex öarna, till exempel i skogar och på gräsmarker men den undviker vanligen täta bosättningar.

### Revir och fortplantning
Hannar och honor bildar allmänt monogama par som lever i ett revir som är med 0,15 till 0,85 km² påfallande litet. Revirets gränser markeras med urin och avföring samt försvaras av hannen. Ibland kan könsmogna ungar från tidigare kullar tillåtas i territoriet. Jakten utförs vanligen ensam.
Parningen äger oftast under april rum och nyare studier tyder på att vissa honor har en fördröjd embryoutveckling. Därför föds ungarna mellan februari (nästa år) och maj. Den egentliga dräktigheten uppskattas med 50 dagar. Födelsen sker i lyan som anläggs mellan stenar, i täta buskar eller under trädrötter. Oftast föds en till tre ungar per kull och i undantagsfall upp till fem ungar. Honan slutar under mitten eller vid slutet av juni med digivning och i september blir de flesta ungar självständiga.

### Föda
Urocyon littoralis jagar vanligen på natten men kan även vara aktiv på dagen. Arten är allätare och livnär sig främst på insekter och frukt, men kan också ta ryggradsdjur som smågnagare och fåglar samt mera sällan ödlor, groddjur, blötdjur och mänskligt avfall. Vanligen beror födans sammansättning av utbredningsområdet.

### Predatorer, sjukdomar och nativitet
Arten har bara ett fåtal konkurrenter om föda, däribland skunken Spilogale gracilis och förvildade tamkatter. Rävens främsta naturliga fiende var tidigare kungsörn som dödade många individer. Introduceringen av tamsvinet som lockade många rovfåglar till ögruppen försämrade rävens situation. Många individer dog dessutom av införda sjukdomar som vanligen drabbar hunddjur, till exempel valpsjuka. Vissa individer kan bli upp till 10 år gamla.

## Status och hot
Arten listades tidigare av IUCN som akut hotad (CR) då beståndet under vissa år på grund av kungsörnens jakt minskade med 80 %. Räddningsinsatser har dock förbättrat situationen väsentligt, och arten är idag listad som nära hotad (NT), och ökande.

### Räddningsprogram
Bevarandeåtgärder för räven påbörjades 1999 under ledning av National Park Service och United States Fish and Wildlife Service, och med medverkan av ett flertal frivilligorganisationer. Fram till 2012 omfattade bevarandeprogrammet åtgärder som utrotning av förvildade svin och getter (som drog till sig kungsörnar), infångande och förflyttning av kungsörnar och återinförande av vithövdad havsörn (som inte jagar rävar och dessutom avvisar andra predatorer som kungsörnar) samt fångst, uppfödning och återutsättning av rävar. Dessutom har man inlett ett vaccinationsprogram mot rabies och valpsjuka.